# Josef Kaartinen
Josef Kaartinen, från ca. 1955 Juhani Kervanto, född 27 mars 1905 i Viborg, död 29 juli 1992 i Helsingfors, var en finländsk musiker, kompositör och kapellmästare.
Kaartinen började spela klarinett som 13-åring och började några år senare att även spelasaxofon. Han studerade vid Viborgs musikinstitut och vann 1928 en australiensisk saxofontävling, organiserad av en radiostation. Efter vinsten verkade Kaartinen under tio års tid som solist och kapellmästare för radiostationen. Senare verkade han även som musiker i Storbritannien.
Vid vinterkrigets inledningsskede återvände Kaartinen till Finland och stred för ett viborgskt förband. Han stred även under fortsättningskriget och verkade under 1940- och 1950-talen som kompositör, arrangör och ledde filmuppsättningar. Han ingick senare som saxofonist i Humppa-veikot och erhöll pensionering 1975. Sedan 1995 delar Finlands saxofonsällskap ut ett pris i Kaartinens namn.